# St. Johann (Bohmte)

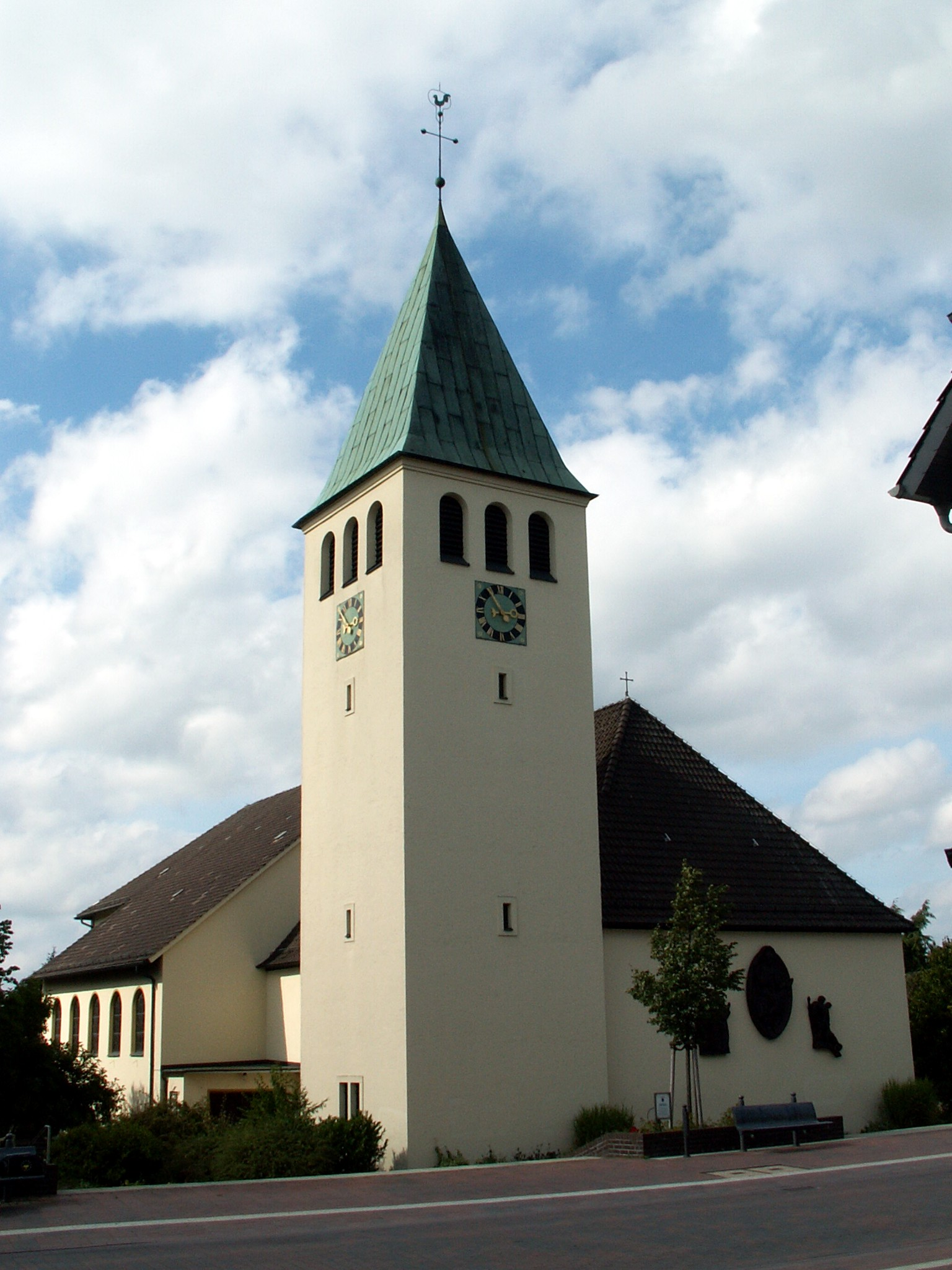
Ansicht von Südosten

St. Johann (auch: St. Johannes der Täufer) in Bohmte ist die Pfarrkirche der Katholischen Kirchengemeinde St. Johannes der Täufer, die dem Dekanat Osnabrück-Nord des Bistums Osnabrück angehört.

## Geschichte und Architektur
Vermutlich seit Anfang des 15. Jahrhunderts bestand in Bohmte eine Kapelle als Filiale der Kirche in Ostercappeln. Die genaue Gründungszeit ist unbekannt. In den 1660er Jahren wurde Bohmte zur selbständigen Pfarrei erhoben.
1751 wurde die alte Kapelle wegen Baufälligkeit abgerissen und durch einen Neubau von Antonius Mang aus Corvey ersetzt. Diese Saalkirche aus Haustein hatte eine flache Balkendecke, rundbogige Fenster und einen Dachreiter auf dem westlichen Giebel. An der Südseite des Chors befand sich eine Sakristei.
1949 wurde im Südosten ein Turm angebaut, der den Dachreiter ersetzte. 1960 wurde nach Westen ein Erweiterungsbau angefügt, der Pfingsten 1961 durch den Weihbischof Johannes von Rudloff geweiht wurde.
Der Gottesdienst am 6. Januar 2020 wurde im ZDF übertragen.

## Ausstattung
Zur alten Kirchenausstattung gehören der hölzerne Hochaltar aus dem Jahr 1759 und der Nebenaltar mit einem Bild des Christophorus vom Ende des 18. Jahrhunderts. Kanzel und Chorgestühl wurden 1655 gefertigt, ein Vortragekreuz 1671. Das Taufbecken aus Holz stammt aus dem Jahr 1722. Ältestes Stück ist ein Vesperbild aus der Zeit um 1500.